# Robert Harron
Robert Harron (Nueva York, Nueva York; 12 de abril de 1893-Ib., 5 de septiembre de 1920) fue un actor cinematográfico estadounidense de la época del cine mudo. Aunque trabajó en muchos filmes, es sobre todo recordado por sus papeles en las películas dirigidas por D. W. Griffith Intolerancia y El nacimiento de una nación. Además, fue el hermano mayor del actor John Harron y de la actriz Mary Harron.

## Biografía
Su nombre completo era Robert Emmett Harron, y nació en la ciudad de Nueva York. Era el segundo de los nueve hijos de una familia católica de origen irlandés, pobre y de clase trabajadora. Estudió en la escuela Christian Brothers en Greenwich Village y a los trece años de edad empezó a trabajar como recadero para los Estudios American Biograph, a fin de ayudar económicamente a su familia. Al cabo de un año de trabajar en Biograph, el recién llegado director D.W. Griffith se fijó en Robert Harron y en su compañero de escuela James Smith, dando a los dos muchachos un contrato para que empezaran a interpretar pequeños papeles para el estudio. Su primer film fue el corto de 1907 Bobby's Kodak, actualmente perdido. Harron se convirtió rápidamente en favorito de Griffith, que dio al joven actor de catorce años papeles cada vez más importantes.
El adolescente Robert Harron fue elegido a menudo por Griffith para interpretar a chicos "sensibles" e "ingenuos", algo no muy alejado de la personalidad real de Harron. Estos rasgos ayudaron al actor a ganarse el interés del público, especialmente entre las jóvenes admiradoras. Gracias a todo ello, a lo largo de 1912 Robert Harron actuó en cerca de cuarenta filmes para Biograph.
Sin embargo, Harron es probablemente más recordado por sus papeles en los tres filmes épicos de Griffith: Judith of Bethulia (1914), con Blanche Sweet, Mae Marsh, Henry B. Walthall y Dorothy y Lillian Gish, El nacimiento de una nación (1915), e Intolerancia (1916), junto a otras grandes estrellas de la época como Lillian Gish, Mae Marsh, Miriam Cooper, Wallace Reid, Harold Lockwood, Carol Dempster y Mildred Harris. Otro de los papeles de mayor fama de Harron llegó en 1919 cuando trabajó con Lillian Gish en la película romántica dirigida por Griffith True Heart Susie.
La carrera de Robert Harron siguió en ascenso a lo largo de la década de 1910, siendo emparejado en ocasiones con primeras actrices como Mae Marsh y Lillian Gish, interpretando historias románticas, a menudo en papeles que cimentaban su imagen de "joven sensible". En la realidad, Harron tuvo una relación romántica con Dorothy Gish.

### Fallecimiento
En 1920, sin embargo, el interés de D. W. Griffith por el joven actor había menguado, y cuando contrató a Richard Barthelmess para protagonizar su película Way Down East, Harron se mostró inconsolable. El 5 de septiembre de 1920, encontrándose en la habitación de un hotel Nueva York para asistir al estreno de Way Down East, Harron se disparó en el pulmón izquierdo con un revólver que llevaba en la chaqueta.
Supuestamente había adquirido el arma esa misma tarde a un mendigo que le pedía dinero. La teoría más aceptada afirmaba que al cambiarse la chaqueta, el arma cayó al suelo disparándose accidentalmente.
Aunque se declaró formalmente la muerte como accidental, muchos historiadores creen que Harron se suicidó. Sin embargo, muchos de los íntimos del actor negaban el suicidio, alegando que era un devoto católico.
No obstante, preparando un festival en 1993 en celebración del primer centenario de Harron, el organizador y principal conferenciante obtuvo copias del certificado médico e informes médicos. Esos documentos mostraban que el ángulo de la herida y las características de la quemadura por la pólvora no serían resultado de un mero accidente. Así, aún sin testigos, la evidencia indicaría que la muerte de Harron habría sido un suicidio, decisión tomada como consecuencia de su sustitución como intérprete de Way Down East.
En el momento de su muerte Robert Harron tenía 27 años, y nunca se había casado. Su carrera abarcaba casi quince años, habiendo actuado en más de doscientos filmes.
Harron fue enterrado en el Cementerio Calvary de Nueva York.

## Filmografía
- Mr. Gay and Mrs. (1907) .... Mensajero
- Dr. Skinum (1907) .... Chico en la puerta
- The Helping Hand (1908) .... Mensajero
- The Test of Friendship (1908) .... Dejando la fábrica
- The Reckoning (1908) .... Entre la gente
- The Feud and the Turkey (1908) .... George Wilkinson
- The Valet's Wife (1908) .... Ayuda de cámara
- The Clubman and the Tramp (1908) .... Viandante
- The Song of the Shirt (1908) .... Mozo de almacén
- Concealing a Burglar (1908) .... Mozo
- A Smoked Husband (1908) .... Mensajero
- Where the Breakers Roar (1908) .... En paseo marítimo
- Behind the Scenes (1908) .... Mensajero
- Monday Morning in a Coney Island Police Court (1908) .... Joven
- Balked at the Altar (1908)
- A Calamitous Elopement (1908) .... Botones
- At the Crossroads of Life (1908) ....Mensajero
- At the French Ball (1908) (sin créditos) .... Extra
- Mixed Babies (1908) .... Chico frente a la tienda
- Thompson's Night Out (1908)
- Her First Adventure (1908) (sin créditos) .... Extra
- The Boy Detective, or The Abductors Foiled (1908) .... Swifty
- The Snowman (1908) .... Un niño
- Bobby's Kodak (1908) .... Hijo
- Professional Jealousy (1908) .... Mensajero
- To Save Her Soul (1909) .... tramoyista/acomodador
- In a Hempen Bag (1909) .... Joven
- A Corner in Wheat (1909) .... En el suelo
- Through the Breakers (1909) .... En el Club
- A Sweet Revenge (1909) .... En el puente
- In Old Kentucky (1909) .... Extra
- The Broken Locket (1909) .... Fuera de la Company Office
- The Hessian Renegades (1909) .... Granjero
- The Little Darling (1909)
- Pranks (1909) .... Uno de los chicos
- They Would Elope (1909) .... En el establo
- The Message (1909) .... Granjero
- The Lonely Villa (1909)
- His Duty (1909) .... Uno de los niños en la calle
- Two Memories (1909)
- Jones and the Lady Book Agent (1909) .... Mensajero
- The Note in the Shoe (1909) .... En la tienda
- One Busy Hour (1909) .... Cliente
- Tis an Ill Wind That Blows No Good (1909) .... Entre la gente
- The Drive for a Life (1909) .... Mensajero
- A Troublesome Satchel (1909) .... Entre la gente
- A Sound Sleeper (1909) .... En pelea
- Trying to Get Arrested (1909) .... En pelea
- A Drunkard's Reformation (1909) .... Acomodador
- A Burglar's Mistake (1909) .... Mensajero
- The Salvation Army Lass (1909) .... Entre los viandantes
- His Wife's Mother (1909) .... Ayudante de camarero
- At the Altar (1909) .... En la calle
- The Hindoo Dagger (1909) .... Mensajero
- Tragic Love (1909) .... Repartidor de periódicos
- A Wreath in Time (1909) .... Mensajero
- The Brahma Diamond (1909) .... Sirviente nativo
- The Girls and Daddy (1909) .... Mensajero
- Those Awful Hats (1909) .... Público en el teatro
- The Welcome Burglar (1909) .... Mensajero
- Mr. Jones Has a Card Party (1909) .... Mensajero
- Winning Back His Love (1910) .... En la puerta del escenario
- The Lesson (1910) .... Joven
- A Plain Song (1910) .... Storemate
- Sunshine Sue (1910) .... Empleado
- The Banker's Daughters (1910) .... Mensajero (sin confirmar)
- Examination Day at School (1910)
- A Summer Idyll (1910) .... Joven
- The Modern Prodigal (1910) .... En la oficina postal
- Wilful Peggy (1910)
- A Child's Impulse (1910) .... Joven
- In the Season of Buds (1910)
- Ramona (1910)
- The Way of the World (1910) .... Hayer
- The Converts (1910) .... Mirón
- The Newlyweds (1910) .... En la estación
- The Call (1910) .... Chico con propaganda
- Her Terrible Ordeal (1910) .... En la estación
- The Failure (1911) .... En casa de la prometida/En la taberna
- The Miser's Heart (1911) .... Ayudante de panadería
- The Battle (1911) .... Soldado de la Unión
- The Long Road (1911) .... Amigo de la familia
- The Unveiling (1911) .... El chico
- Her Awakening (1911) .... En la calle/Testigo de accidente
- The Diving Girl (1911) .... Botones
- The Last Drop of Water (1911) .... En el vagón
- A Country Cupid (1911) .... Entre estudiantes
- Bobby, the Coward (1911) .... Bobby
- Fighting Blood (1911) .... Hijo del viejo soldado
- The Primal Call (1911) .... En el barco
- Enoch Arden: Part II (1911) .... Hijo de Arden
- The White Rose of the Wilds (1911) .... Hermano de White Rose
- The Broken Cross (1911)
- A Wreath of Orange Blossoms (1911) .... Mudanzas
- The Italian Barber (1911) .... Comprando periódicos
- When a Man Loves (1911) .... Joven
- A Cry for Help (1912) .... Testigo del accidente
- The Burglar's Dilemma (1912) .... Joven ladrón
- My Hero (1912) .... Joven
- The New York Hat (1912) .... Joven fuera de la iglesia
- Brutality (1912)
- A Sailor's Heart (1912) (sin confirmar) .... En el porche
- The Informer (1912)
- Heredity (1912) .... Indio
- The Musketeers of Pig Alley (1912) .... Miembro de banda rival/en el callejón/en el baile
- The Painted Lady (1912) .... Pretendiente en el Ice Cream Festival
- A Feud in the Kentucky Hills (1912) .... Un  hermano
- So Near, Yet So Far (1912) .... El rival/En el Club
- Friends (1912) .... Mozo de cuadra
- Two Daughters of Eve (1912) .... En la puerta del escenario
- An Unseen Enemy (1912) .... El chico
- A Pueblo Legend (1912) .... El amigo del Gran Hermano
- A Change of Spirit (1912) .... Joven en la calle
- The Inner Circle (1912) .... Entre la gente/Testigo de accidente
- A Child's Remorse (1912) .... Barquero
- The Sands of Dee (1912) .... Bobby
- Man's Genesis (1912) .... Weakhands
- Man's Lust for Gold (1912) .... El hijo del buscador
- The School Teacher and the Waif (1912) .... Escolar
- A Temporary Truce (1912) .... El hijo del indio asesinado
- Home Folks (1912) .... Hermano de la joven
- A Beast at Bay (1912) .... Un granjero
- A Lodging for the Night (1912) .... En la sala de juego/Víctima
- The Old Actor (1912) .... El mensajero
- The Lesser Evil (1912) .... En la banda de contrabandistas
- One Is Business, the Other Crime (1912) .... Repartidor
- Just Like a Woman (1912) .... Mozo de cuadra
- Fate's Interception (1912) .... Recadero
- Those Hicksville Boys (1912)
- Iola's Promise (1912) .... Colono
- The Girl and Her Trust (1912) .... Compañero del telegrafista/Trabajador en una estación remota
- A String of Pearls (1912) .... En la casa de vecinos
- Under Burning Skies (1912) .... En la calle/En la fiesta de despedida
- Billy's Stratagem (1912) .... Un colon
- The Transformation of Mike (1912) .... En el baile
- For His Son (1912) .... En la fuente de soda
- The Pseudo Prodigal (1913)
- In the Elemental World (1913) .... El joven cazador
- The Battle at Elderbush Gulch (1913) .... El padre
- The Blue or the Gray (1913) .... Chico del sur
- By Man's Law (1913) .... joven
- The Girl Across the Way (1913) .... El chico
- Influence of the Unknown (1913) ....
- An Unjust Suspicion (1913) .... En la playa
- The Adopted Brother (1913) .... Hermano adoptivo
- The Coming of Angelo (1913)
- The Reformers; or, The Lost Art of Minding One's Business (1913) .... El hijo
- The Sorrowful Shore (1913) .... Uno de los amigos del hijo
- Her Mother's Oath (1913) .... Patrón del Medicine Show/En la iglesia/Mensajero
- Death's Marathon (1913) .... El mensajero
- A Timely Interception (1913) .... Hijo adoptivo del granjero
- His Mother's Son (1913) .... El huérfano
- The Yaqui Cur (1913) .... Strongheart, un joven Yaqui
- The House of Darkness (1913) .... Guardia del asilo
- The Lady and the Mouse (1913) .... El joven amigo
- A Misunderstood Boy (1913) .... El hijo
- The Little Tease (1913) .... Jim
- The Perfidy of Mary (1913) .... Chico que da direcciones
- The Sheriff's Baby (1913) .... El ayudante
- Fate (1913/I) .... El hijo amado
- Near to Earth (1913) .... Hermano de Gato
- Broken Ways (1913) .... En la oficina de  telégrafos
- Love in an Apartment Hotel (1913) .... El oficinista
- The Massacre (1913) .... En caballería
- Oil and Water (1913)
- Brothers (1913) .... El hijo favorito del padre
- A Misappropriated Turkey (1913) .... Miembro del sindicato
- The Tender Hearted Boy (1913) .... Chico bondadoso
- The Odalisque (1914) .... Ed, enamorado de Annie
- Paid with Interest (1914)
- Sands of Fate (1914)
- His Mother's Trust (1914)
- The Great God Fear (1914)
- A Lesson in Mechanics (1914)
- The Saving Flame (1914)
- Moonshine Molly (1914)
- The Avenging Conscience (La conciencia vengadora - 1914) .... El chico del tendero
- The Idiot (1914)
- Down by the Sounding Sea (1914)
- The Weaker Strain (1914)
- The Stolen Code (1914)
- Their First Acquaintance (1914)
- The Rebellion of Kitty Belle (1914)
- The Birthday Present (1914)
- The Newer Woman (1914)
- The Escape (La evasión - 1914) .... Larry Joyce
- Home, Sweet Home (1914) .... Robert Winthrop
- The Deputy Sheriff's Star (1914)
- The Great Leap: Until Death Do Us Part (1914) .... Bobby Dawson
- Brute Force (1914) .... Harry Faulkner (Prólogo)/Weakhands (Los viejos días)
- Apple Pie Mary (1914)
- The Battle of the Sexes (La batalla de los sexos - 1914) .... John Andrews, el hijo
- The Smugglers of Sligo (1914)
- Judith of Bethulia (1914) .... Nathan
- For Those Unborn (1914)
- Big Jim's Heart (1915)
- Her Shattered Idol (1915) .... Robert
- The Victim (1915) .... Frank Hastings
- The Outlaw's Revenge (1915) .... El amante americano
- The Outcast (1915) .... Bob
- El nacimiento de una nación (1915) .... Tod Stoneman
- The Wharf Rat (1916) .... Eddie Douglas
- The Little Liar (1916) .... Bobby
- The Marriage of Molly-O (1916) .... Larry O'Dea
- Intolerancia (1916) .... El chico
- A Wild Girl of the Sierras (1916) .... Bob Jordan
- A Child of the Paris Streets (1916) .... Jimmie Parker
- Hoodoo Ann (1916) .... Jimmie Vance
- The Missing Links (1916) .... Henry Gaylord
- Sunshine Alley (1917) .... Ned Morris
- An Old Fashioned Young Man (1917) .... Frank Trent
- The Bad Boy (1917) .... Jimmie Bates
- The Greatest Thing in Life (Lo más grande en la vida - 1918) .... Edward Livingston
- The Great Love (El gran amor - 1918) .... Jim Young
- Hearts of the World (Corazones del mundo - 1918) (sin créditos) .... El chico, Douglas Gordon Hamilton
- The Greatest Question (El mayor problema - 1919) .... Jimmie Hilton
- The Mother and the Law (1919) .... El chico
- True Heart Susie (1919) .... William Jenkins
- The Girl Who Stayed at Home (Sobre las ruinas del mundo - 1919) .... James Grey
- A Romance of Happy Valley (Un mundo aparte - 1919) .... John L. Logan Jr
- Coincidence (1921) .... Billy Jenks